# Denkmäler in Japan

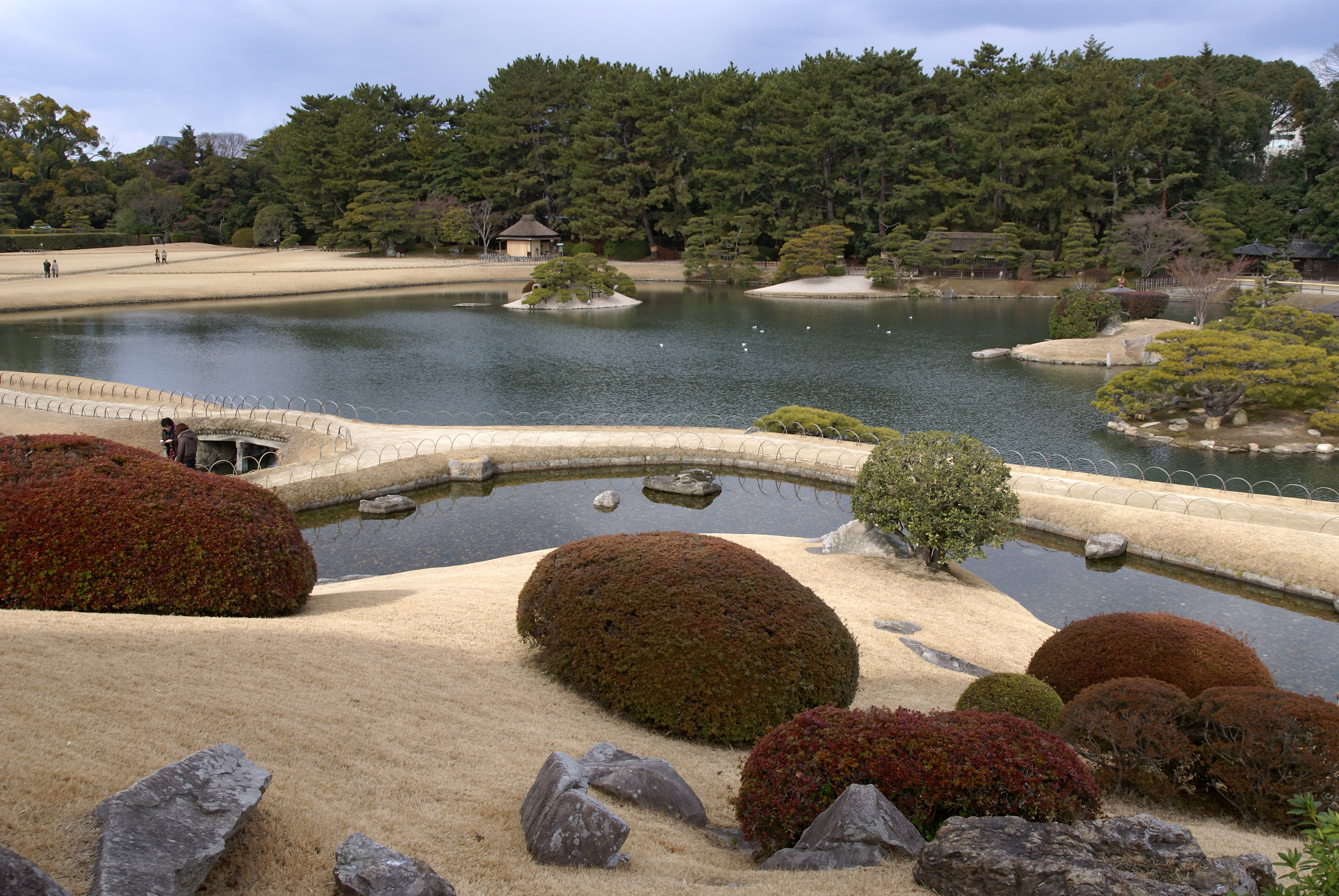
Der Kōraku-en in der Präfektur Okayama ist ein ausgewiesener Landschaftlich besonders schöner Ort

Die Denkmäler in Japan (japanisch 記念物 kinenbutsu) umfassen bestimmte Kulturgüter Japans nach dem japanischen Kulturschutzgesetz. Dazu gehören historische Stätten wie Køkkenmøddinger, Kofun (alte Hügelgräber), Paläste, Japanischen Burgen, historische Wohnhäuser und andere Orte von hohem historischen oder wissenschaftlichen Wert; Gärten, Brücken, Schluchten, Berge, sowie andere Orte von landschaftlicher Schönheit und natürliche Besonderheiten wie Tiere, Pflanzen, und geologische oder mineralische Strukturen von hohem wissenschaftlichen Wert.

## Ausgewiesene Denkmäler Japans

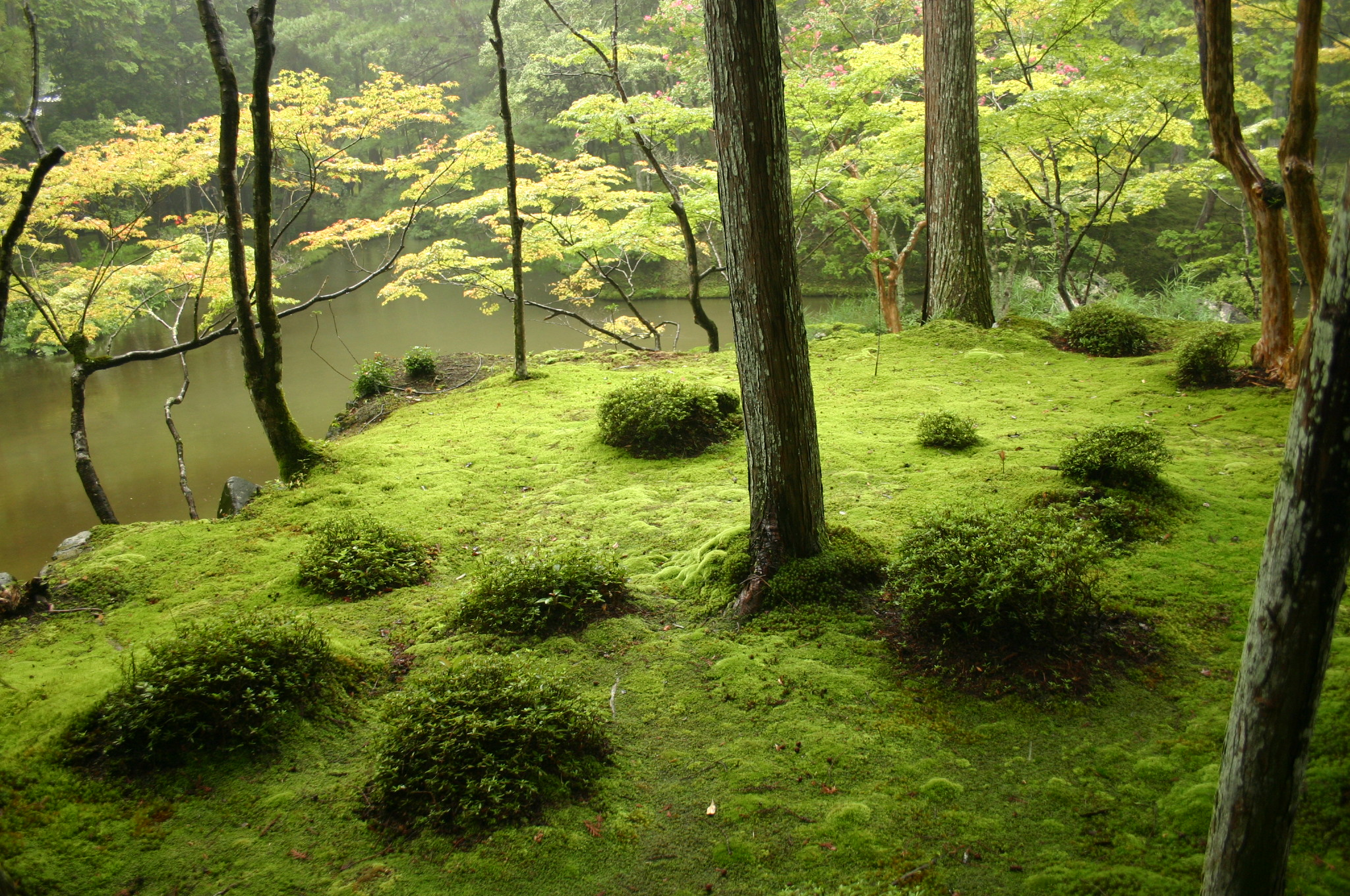
Der Moosgarten im Saihō-ji ist sowohl ein Besonderer Landschaftlich Schöner Ort als auch eine Historische Stätte

„Signifikante“ Objekte dieser Art werden von der Regierung als Kulturgüter (文化財 bunkazai) ausgewiesen (im Gegensatz zu registriert) und als eine von drei Kategorien klassifiziert:
- Historische Stätten (史跡 shiseki)
- Landschaftlich Schöne Orte (名勝 meishō)
- Naturdenkmäler (天然記念物 tennen kinenbutsu)

Besonders signifikante Objekte können eine Stufe höher klassifiziert werden:
- Besondere Historische Stätten (特別史跡 tokubetsu shiseki)
- Besondere Landschaftlich Schöne Orte (特別名勝 tokubetsu meishō)
- Besondere Naturdenkmäler (特別天然記念物 tokubetsu tennen kinenbutsu)[2]

Stand August 2022 gab es 3.220 national ausgewiesene Denkmäler: 1.808 Historische Stätten (zusätzlich 63 Besondere Historische Stätten), 389 Landschaftlich Schöne Orte (zusätzlich 36 Besondere Landschaftlich Schöne Orte) und 962 Naturdenkmäler (zusätzlich 75 Besondere Naturdenkmäler).
Da ein einzelnes Objekt in mehr als einer der Kategorien ausgewiesen werden kann, ist die Gesamtzahl der Denkmäler niedriger als die Gesamtzahl der Ausweisungen: Zum Beispiel ist der Hamarikyū-Park sowohl eine Besondere Historische Stätte als auch ein Besonderer Landschaftlich Schöner Ort.
Auf Präfekturebene waren Stand August 2022 weitere 2.997 Historische Stätten, 287 Landschaftlich Schöne Orte und 3.014 Naturdenkmäler ausgewiesen und auf Gemeindeebene 13.082 Historische Stätten, 877 Landschaftlich Schöne Orte, und 10.881 Naturdenkmäler.
Änderungen des Zustands einer Stätte oder Maßnahmen die die Erhaltung betreffen benötigen eine Genehmigung durch den Kulturbeauftragten. Finanzielle Unterstützung für den Kauf und Erhalt von ausgewiesenem Land und für die Nutzung des Geländes wird von den lokalen Regierungen ermöglicht.

## Auszeichnungskriterien
Das Amt für kulturelle Angelegenheiten weist Denkmäler auf Basis einer Reihe von Kriterien aus. Ein Denkmal kann dabei auch nach mehreren Kriterien ausgewiesen werden.

### Historische Stätten und Besondere Historische Stätten

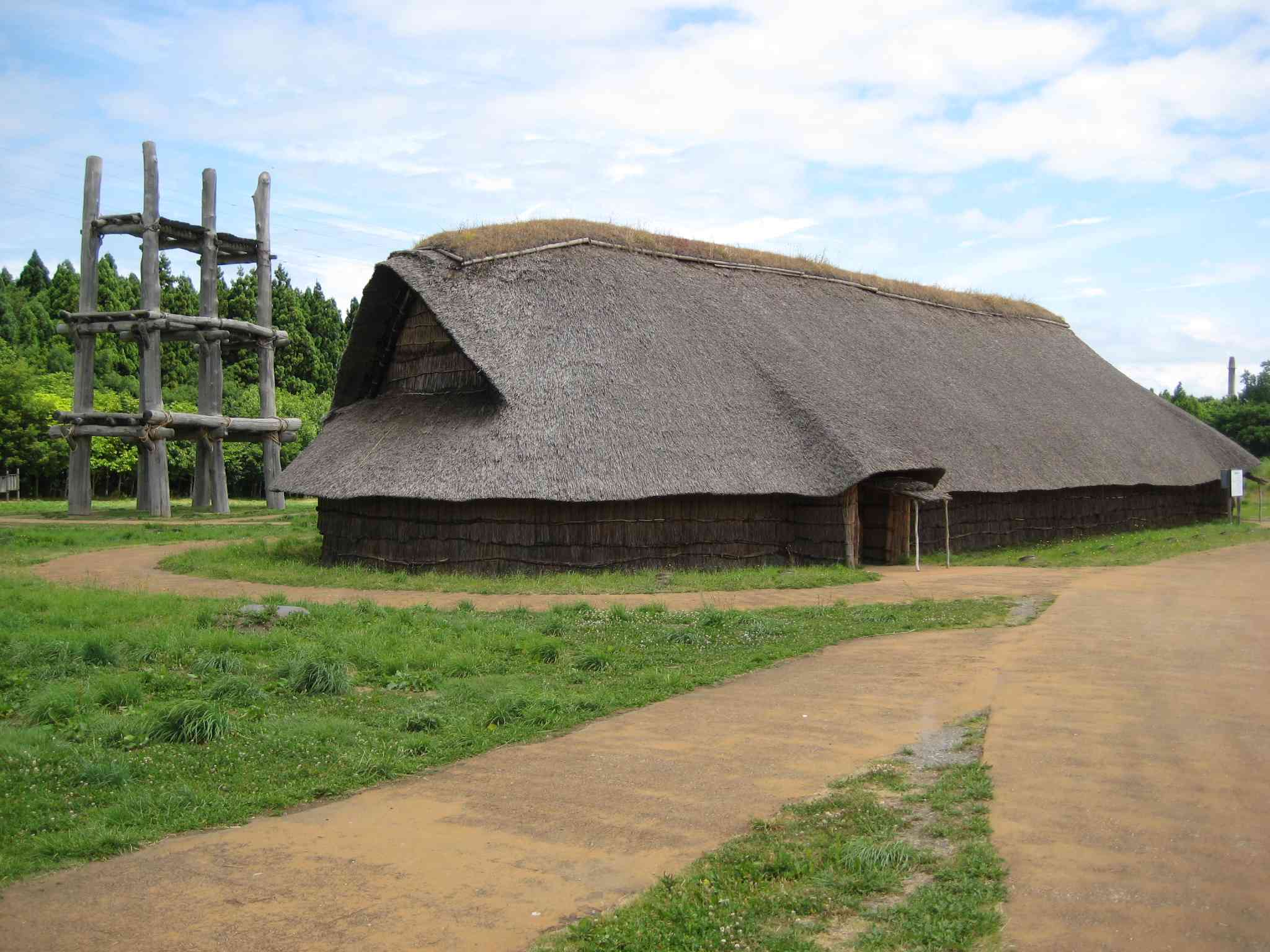
Sannai-Maruyama ist eine Besondere Historische Stätte

Die Auszeichnungskriterien für Historische Stätten sind:
1. Muschelhügel, Siedlungsruinen, Kofun, andere historische Ruinen dieser Art
2. Ruinen von befestigten Städten, Schlössern, Regierungsverwaltungen, alten Schlachtfeldern und andere historische Ruinen, die mit Politik oder der Regierung in Verbindung stehen
3. Überreste von Schreinen und Tempeln, ehemalig eingezäunten Geländen und anderen historischen Ruinen im Zusammenhang mit der Religion
4. Schulen, Forschungseinrichtungen, kulturelle Einrichtungen und andere historische Ruinen im Zusammenhang mit Bildung, Lernen oder Kultur
5. Medizinische Versorgungs- und Wohlfahrtseinrichtungen, lebensbezogene Einrichtungen, andere gesellschaftliche und lebensbezogene historische Ruinen
6. Transport- und Kommunikationseinrichtungen, Wald- und Hochwasserschutzeinrichtungen, Produktionsstätten und andere historische Stätten im Zusammenhang mit Finanz- oder Produktionsaktivitäten
7. Gräber und Steindenkmäler mit Inschriften
8. Ehemalige Residenzen, Gärten, Teiche und andere Orte von besonderer historischer Bedeutung
9. Ruinen im Zusammenhang mit dem Ausland oder Ausländern

### Landschaftlich Schöne Orte und Besondere Landschaftlich Schöne Orte

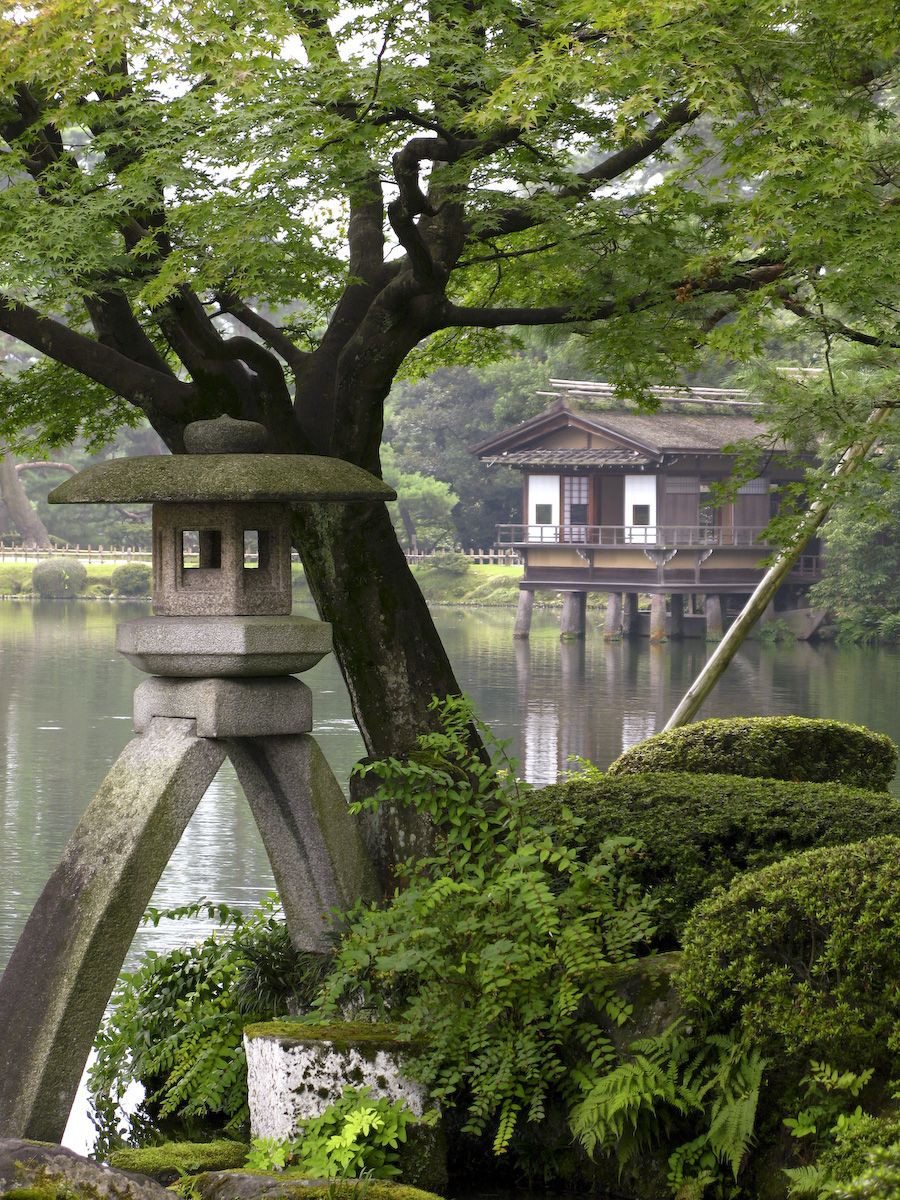
Kenroku-en, Kanazawa, Ishikawa ist ein Besonderer Landschaftlich Schöner Ort

Die Auszeichnungskriterien für Landschaftlich Schöne Orte sind:
1. Parks und Gärten
2. Brücken und Dämme
3. Blühende Bäume, blühende Wiesen, Laubfärbung im Herbst, grüne Bäume und andere Orte mit dichtem Bewuchs
4. Orte mit Vögeln, Wildtieren, Fischen, Insekten und anderem
5. Felsen und Höhlen
6. Schluchten, Wasserfälle, Gebirgsbäche, Abgründe
7. Seen, Sümpfe, Feuchtgebiete, schwimmende Inseln, Quellen
8. Sanddünen, Nehrungen, Küsten, Inseln
9. Vulkane, Onsen
10. Berge, Hügel, Hoch- und Tiefebenen, Flüsse
11. Aussichtspunkte

### Naturdenkmäler und Besondere Naturdenkmäler

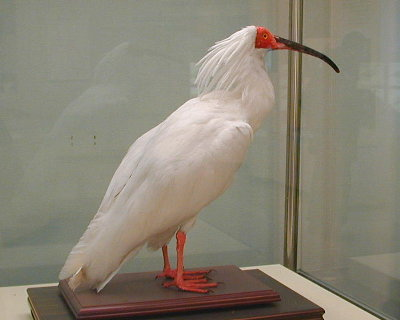
Der Nipponibis ist ein Besonderes Naturdenkmal ausgewiesen unter Kriterium 1.2: „Tiere die nicht einzigartig für Japan sind, aber erhalten werden sollen als allgemein bekannte, charakteristische, japanische Tiere und ihre Lebensräume“

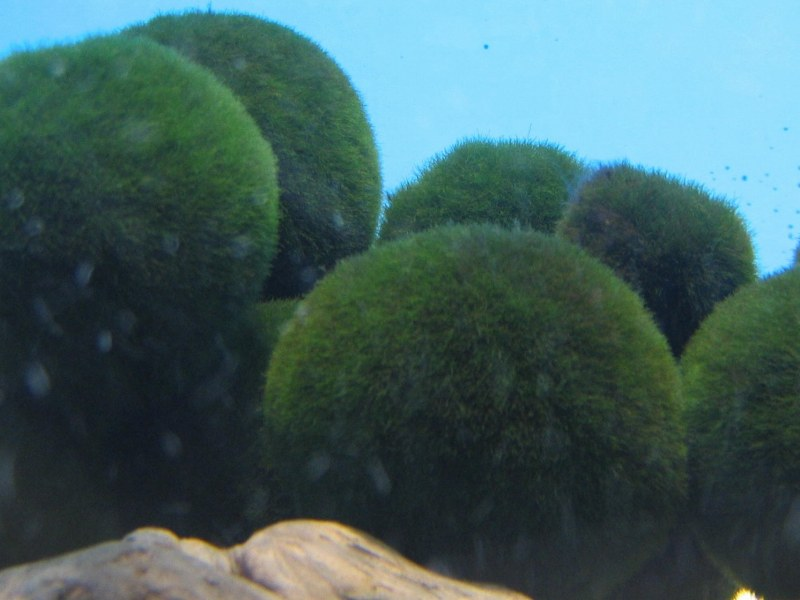
Die Grünalgen im Akan-See (Marimo) sind Besondere Naturdenkmäler

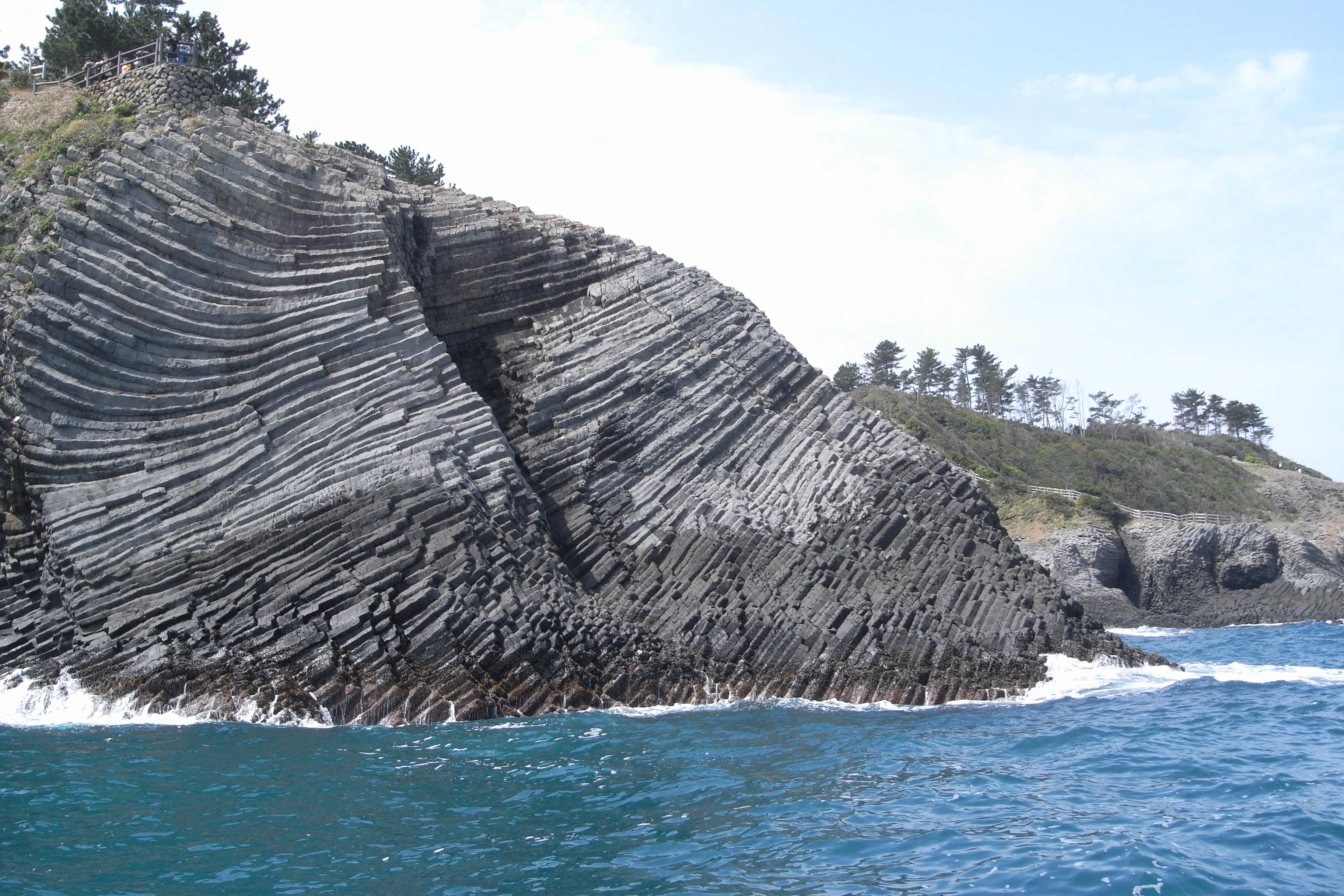
Yakataishi no Nanatsugama an der Küste von Karatsu, Präfektur Saga

Die Auszeichnungskriterien für Naturdenkmäler sind:
1. Tiere
  1. Wohlbekannte Tiere, die einzigartig für Japan sind und ihre Lebensräume
  2. Tiere die nicht einzigartig für Japan sind, aber erhalten werden sollen als allgemein bekannte, charakteristische, japanische Tiere und ihre Lebensräume
  3. Tiere oder Tiergruppen einzigartig für Japan in ihrer natürlichen Umgebung
  4. Haustiere einzigartig für Japan
  5. Wohl bekannte eingeführte Tierarten, die aktuell wild leben, mit Ausnahme von domestizierten Tieren; ihre Habitate
  6. Besonders wertvolle Exemplare von Tieren
2. Pflanzen, Vegetation
  1. Alte Bäume von historischem Interesse, riesige Bäume, alte Bäume, deformierte Bäume, kultiviertes Industrieholz, Bäume an Straßen, Schrein-Wälder
  2. Repräsentative Urwälder, seltene Waldflora
  3. Repräsentative alpine Pflanzen, besondere Ansammlungen von Pflanzen auf felsigem Boden
  4. Repräsentative Ansammlungen von Ödlandpflanzen
  5. Repräsentative Beispiele von Vegetation an Küsten und auf Sandböden
  6. Repräsentative Beispiele von Gebieten mit torfbildenden Pflanzen
  7. Ansammlungen von Pflanzen in Höhlen und Grotten
  8. Seltene Wasserpflanzen in Gartenteichen, Onsen, Seen, Sümpfen, Wasserläufen, Meeresgebieten etc.; Algen, Moose, Mikroben etc.
  9. Bemerkenswertes Auftreten von epiphytischen Pflanzen auf Felsen, Bäumen und Büschen
  10. Bemerkenswerter Pflanzenwachstum auf Grenzertragsböden
  11. Bemerkenswerter Wildwuchs von Nutzpflanzen
  12. Wildes Vorkommen seltener oder fast ausgestorbener Pflanzen
3. Geologische und mineralogische Besonderheiten
  1. Felsen, Orte mit Mineralen und Fossilien
  2. Konforme und nicht konforme Schichten
  3. Falten- und Schubschichten
  4. Geologische Besonderheiten, die durch Lebensformen verursacht wurden
  5. Phänomene im Zusammenhang mit Verlagerungen durch Erdbeben und Massenverschiebungen
  6. Höhlen und Grotten
  7. Beispiele von Felsformationen
  8. Onsen und ihre Ablagerungen
  9. Phänomene im Zusammenhang mit Erosion und Witterung
  10. Fumarolen und andere Objekte im Zusammenhang mit vulkanischer Aktivität
  11. Phänomene im Zusammenhang mit Eis und Frost
  12. Besonders wertvolle Exemplare von Felsen, Mineralen und Fossilien
4. Repräsentative Gebiete reich an zu schützenden Naturdenkmälern (Naturschutzgebiete)

## Registrierte Denkmäler
Ein separates System von „Registrierung“ (im Gegensatz zu „Ausweisung“) wurde für moderne Gebäude eingerichtet, die durch Zersiedelung oder andere Faktoren bedroht sind. Denkmäler aus der Meiji-Ära oder später, die Erhaltungsmaßnahmen benötigen können Registrierte Denkmäler (登録記念物 tōroku kinenbutsu) werden. Mitglieder dieser Klasse von Kulturgütern erhalten begrenztere Unterstützung und Schutz, hauptsächlich basierend auf behördlicher Benachrichtigung und Anleitung. Stand August 2022 wurden 119 Denkmäler registriert, davon sind 11 Historische Stätten, 104 Landschaftlich Schöne Orte und 6 Naturdenkmäler.